# Hipoòsmia
La hipoòsmia és una menor capacitat de percebre les olors. Una afecció relacionada és l'anòsmia, en la qual no es perceben les olors.
Les causes solen ser compartides amb les que ocasionen l'anòsmia, així entre aquestes causes hi ha les al·lèrgies, pòlips nasals, infeccions virals i traumatismes cranials.
La hipoòsmia podria ser un senyal molt primerenca de la malaltia de Parkinson. La hipoòsmia també és una troballa inicial i gairebé universal en la malaltia d'Alzheimer i la demència amb cossos de Lewy. Una hipoòsmia permanent podria ser causada per la síndrome de Kallmann.